# Janusz Warnecki
Janusz Warnecki, właśc. Jan Marian Kozłowski (ur. 2 lipca 1895 w Warszawie, zm. 4 lutego 1970 tamże) – polski aktor teatralny i filmowy, reżyser, dyrektor teatrów Lwowa, Warszawy i Krakowa.

## Życiorys
Urodził się w rodzinie Józefa Kozłowskiego, urzędnika, i Michaliny ze Świątkowskich, właścicielki magazynu krawieckiego. Ukończył w 1914 gimnazjum OO. Jezuitów w Chyrowie. W latach 1915–1916 należał do zespołu pod kier. D. Baranowskiego, początkowo w Zakopanem, później grał w Teatrze Nowym w Tarnowie i objazdach Galicji. W niepodległej Polsce występował na scenach: Teatru Miejskiego we Lwowie (1918–1921), Teatru Polskiego w Warszawie (1921–1926), Teatru Stańczyk w Warszawie (1922), Teatru Komedia w Warszawie (1923–1924), Teatru Nowego w Poznaniu (1926–1927), Teatrów Miejskich w Warszawie (1928–1929). W 1928 zdał eksternistyczny egzamin reżyserski przed komisją ZASP-u w Warszawie. Od 1929 więc pracował jako reżyser, aktor oraz na stanowiskach kierowniczych w teatrach warszawskich i lwowskich. Pełnił funkcję dyrektora Teatru Letniego w Warszawie (1936–1937), Teatrów Miejskich we Lwowie (1937–1938) i Teatru Muzycznego Domu Wojska Polskiego w Warszawie (1947).
W okresie okupacji niemieckiej był członkiem Tajnej Rady Teatralnej, pracował w cukierni „Napoleonka”, barze „Tempo” i kawiarni „U Aktorek”. W ramach represji po zamachu na Igo Syma, w marcu 1941 został aresztowany przez Niemców i osadzony na Pawiaku. Od początku 1942 do 1944 był wykładowcą konspiracyjnego PIST w Warszawie. Walczył w powstaniu warszawskim. Po upadku powstania przebywał w obozie w Pruszkowie, następnie został wywieziony do Kasinki k. Mszany Dolnej.
Po wojnie, w sezonie 1945/46 pełnił funkcje kierownika artystycznego w krakowskim Starym Teatrze. Pracował dla tej instytucji także jako aktor, reżyser i wykładowca Studio Aktorskiego. Po decyzji o połączeniu Starego Teatru z Teatrem im. Słowackiego (1946) zdecydował się opuścić Kraków. Był dyrektorem Teatru Syrena w Warszawie w latach 1954–1955. W latach 1956–1965 pracował na stanowisku profesora zwyczajnego w Państwowej Wyższej Szkoły Teatralnej w Warszawie. Od 1956 do 1961 był dyrektorem Teatru Polskiego Radia, jednocześnie nie tylko występując w tamtejszych słuchowiskach ale też je reżyserując.
Aktor zmagał się z cukrzycą i jej powikłaniami. W 1960 roku przeszedł zabieg amputacji nogi. Kalectwo utrudniło mu stałą pracę w radiu i występy. Jednakże, po okresie nieobecności na scenie i w eterze, podjął współpracę z Teatrem Telewizji.
Od 17 sierpnia 1929 był mężem aktorki Janiny z Rafalskich (1901–1988). Jego córka Jadwiga Colonna-Walewska była aktorką.
Zmarł w Warszawie, pochowany na cmentarzu Powązkowskim (kwatera 161-6-9,10).

## Filmografia (wybór)
Aktor
- Warszawska premiera (1951) – profesor
- Zejście do piekła (The Descent to Hell, 1966) – Martin
- Mistrz (1966) – Mistrz

Reżyser
- Milionowy spadkobierca (1928)
- Księżna Łowicka (1932)
- Każdemu wolno kochać (1933)

## Ordery i odznaczenia
- Order Sztandaru Pracy II klasy (22 lipca 1949)[8]
- Złoty Krzyż Zasługi (11 listopada 1934)[9]
- Medal 10-lecia Polski Ludowej (19 stycznia 1955)[10]
- Złota Odznaka honorowa „Za Zasługi dla Warszawy” (1965)[11]

## Nagrody (wybór)
- Nagroda Państwowa II stopnia za inscenizację sztuki Brandstaettera Król i Aktor w Państwowym Teatrze Kameralnym w Warszawie oraz za rolę Millera w sztuce F. Schillera pt. Intryga i Miłość w Państwowym Teatrze Polskim w Warszawie (1952)[12][13]
- Nagroda Ministra Kultury i Sztuki I stopnia za całokształt twórczości w dziedzinie teatru i telewizji (1965)[1]
- Nagroda Państwowa I stopnia (zespołowa) za rolę tytułową przedstawieniu telewizyjnym Mistrz Zdzisława Skowrońskiego (1970)[1]